# Adhemarius rubrimargo
Adhemarius rubrimargo är en fjärilsart som beskrevs av Gehlen. 1926. Adhemarius rubrimargo ingår i släktet Adhemarius och familjen svärmare. Inga underarter finns listade i Catalogue of Life.